# Taranis laevisculpta
Taranis laevisculpta is een slakkensoort uit de familie van de Raphitomidae. De wetenschappelijke naam van de soort is voor het eerst geldig gepubliceerd in 1880 door Monterosato.